# Nick Hodgson
Nicholas James David Hodgson (Leeds, 20 de octubre de 1977) es un baterista inglés adscrito al género indie rock. Fue líder de la banda Kaiser Chiefs, además de proporcionar los coros y composiciones.
En la secundaria estudió junto a Nick Baines (Peanut) y Simon Rix; más tarde conoció a Ricky Wilson y Andrew White (Whitey) en el club Soul Night de Leeds, lugar que actualmente no existe. Por alrededor de ocho años formaron una banda llamada Ruston Parva, renombrada posteriormente como Parva; incluso firmaron con Mantra Records para grabar un álbum, que finalmente no se realizó.
Retomó su oficio de DJ en el club Pigs que había fundado junto con Ricky, dándole la bienvenida al resto del grupo para grabar un CD con las mezclas que él había hecho en Pigs, formándose así Kaiser Chiefs, que más tarde firmó con el sello independiente B-Unique.